# Rhabdophis conspicillatus
Espèce
Synonymes
- Tropidonotus conspicillatus Günther, 1872

Statut de conservation UICN

 LC  : Préoccupation mineure
Rhabdophis conspicillatus est une espèce de serpents de la famille des Natricidae.

## Répartition
Cette espèce se rencontre :
- en Malaisie péninsulaire et en Malaisie orientale ;
- en Indonésie sur les îles de Bornéo et de Sumatra.

## Publication originale
- Günther, 1872 : On the reptiles and amphibians of Borneo. Proceedings of the Zoological Society of London, vol. 1872, p. 586-600 (texte intégral).